# Луна, Даниэль
Даниэ́ль Андре́с Лу́на Гарси́я (исп. Daniel Andrés Luna García; род. 7 мая 2003, Кали) — колумбийский футболист, полузащитник клуба «Мальорка».

## Клубная карьера
Луна — воспитанник клуба «Депортиво Кали». 30 января 2021 года в матче против «Энвигадо» он дебютировал в Кубке Мустанга. 12 декабря в поединке против «Атлетико Хуниор» Даниэль забил свой первый гол за «Депортиво Кали». В своём дебютном сезоне он помог клубу выиграть чемпионат.

## Достижения
«Депортиво Кали»
- Победитель Кубка Мустанга — Финалисасьон 2021